# Adjoña
Adjoña (fl. XV secolo) è stato re di etnia guanci, del menceyato di Abona di Tenerife, nelle Isole Canarie.
Risiedeva principalmente a Vilaflor nel territorio di Abona. Nel 1490 ha firmato un trattato di pace con il governatore di Gran Canaria, Pedro de Vera, poi ratificato, nel 1494, da Alonso Fernández de Lugo, poco dopo il suo primo sbarco sull'isola.
Successivamente venne trasferito in Spagna e presentato ai Re Cattolici con il resto dei re aborigeni  dell'isola. Una volta stabilitosi a Tenerife, consegue una laurea, integrandosi completamente nella nuova società europea delle Isole Canarie. Muore, probabilmente prima del 1507.